# فلور ديلاكور
فلور ديلاكور فلورا (بالفرنسية: Fleur Delacour)، إحدى شخصيات سلسلة هاري بوتر لكاتبتها ج. ك. رولنغ، وهي ساحرة فرنسية جميلة، يعني اسمها طبقا لرولنغ زهرة الساحة.
فلورا إحدى طالبات أكاديمية بوباتون للسحر، تتمتع بجمال أخاذ وسحر جذب يوقع الناظر لها في حبالها وقد ورثت هذا السحر من جدتها التي هي إحدى بنات فيلا Veela.
ظهرت فلورا لأول مرة في الجزء الرابع من السلسلة، هاري بوتر وكأس النار كأحد المشاركين في مسابقة كأس النار الثلاثية المقامة عام 1994-1995.
واستمر ظهورها في أجزاء السلسلة اللاحقة هاري بوتر وجماعة العنقاء وهاري بوتر والأمير الخليط، حيث تبين أنها خطيبة بيل ويزلي شقيق رون ويزلي.
في هاري بوتر والمقدسات المميتة، أقيم عرس بيل وفلور، وقرب نهايته، جاءت رسالة من كينغسلي شاكلبولت تفيد أن لورد فولدمورت استولى على وزارة السحر وقتل وزير السحر، روفوس سكريمجور.
عاشت فلور مع زوجها في بيتهما Shell Cottage، وصار لدى الاثنين ابنتين هما فيكتوار ودومنيك، وابن يدعى لويس.